# Calvatia gardneri
Calvatia gardneri är en svampart som först beskrevs av Miles Joseph Berkeley, och fick sitt nu gällande namn av Lloyd 1904. Calvatia gardneri ingår i släktet Calvatia och familjen Agaricaceae.   Inga underarter finns listade i Catalogue of Life.